# Clusia lechleri
Clusia lechleri là một loài thực vật có hoa trong họ Bứa. Loài này được Rusby mô tả khoa học đầu tiên năm 1912.